# Dryopteris aitoniana
Dryopteris aitoniana — вид рослин з родини щитникові (Dryopteridaceae), ендемік Мадейри. Вид названо на честь шотландського ботаніка англ. William Aiton (1731–1793).

## Опис
Це багаторічна, трав'яниста рослина зі світло-зеленим подвійним листям. Спори знаходяться на нижній стороні листя, круглі або овальні, вкриті ниркоподібним покриттям. D. aitoniana значно менших розмірів, ніж сестринський Dryopteris intermedia subsp. maderensis, який також росте на Мадейрі та в одному біотопі.

## Поширення
Ендемік архіпелагу Мадейра (о. Мадейра).
Цей вид росте в лісах та уздовж тінистих левада на Мадейрі, уникаючи вологих ґрунтів на висотах від 50 до 1500 м над рівнем моря.

## Загрози та охорона
Цей вид не перебуває під загрозою, оскільки ліси Мадейри, де росте цей вид, розташовані на крутих гірських схилах, які непривабливі для будівництва.
Попри обмежений ареал, вид присутній у захищених районах.